# Saturnalia tupiniquim
Saturnalia è un genere di dinosauri caratteristico degli inizi del Triassico superiore, i cui resti sono stati scoperti in Brasile.

## Il sauropodomorfo più primitivo
Questo piccolo animale, lungo circa un metro e mezzo, è stato classificato come il più primitivo tra i saurischi sauropodomorfi, tra cui si annoverano anche i giganti con collo e coda lunghi (ad es. Brontosaurus e Diplodocus). Saturnalia è conosciuto per tre resti parziali che includono gran parte dello scheletro, rinvenuti in strati più o meno contemporanei di quelli della famosa formazione di Ischigualasto in Argentina, dove sono stati ritrovati i primi dinosauri teropodi (Herrerasaurus) e i primi dinosauri ornitischi (Pisanosaurus). Saturnalia era probabilmente un piccolo erbivoro semibipede di costituzione non particolarmente robusta. Materiale forse ascrivibile a questo genere è stato rinvenuto in Zimbabwe.